# Stefano Malinverni
Stefano Malinverni (Cinisello Balsamo, 14 maggio 1959 – Milano, 19 giugno 2024) è stato un velocista italiano, medaglia di bronzo con la staffetta 4x400 m ai Giochi olimpici di Mosca 1980 e, a livello individuale, sui 400 metri piani ai Campionati europei indoor di Grenoble 1981, dove fu medaglia d'argento già due anni prima a Vienna 1979.

## Biografia
Alle Olimpiadi di Mosca 1980 partecipò anche alla gara individuale sui 400 metri venendo eliminato in batteria. Fu allenato da Roberto Vanzillotta.

## Palmarès
| Anno | Manifestazione  | Sede     | Evento  | Risultato | Tempo   |
| ---- | --------------- | -------- | ------- | --------- | ------- |
| 1980 | Giochi olimpici | Mosca    | 4×400 m | Bronzo    | 3'04"03 |
| 1979 | Europei indoor  | Vienna   | 400 m   | Argento   | 46"59   |
| 1981 | Europei indoor  | Grenoble | 400 m   | Bronzo    | 46"96   |

### Altri risultati
- 5 volte Campione italiano sui 400 m (1979, 1980 e 1981 outdoor, 1979 e 1980 indoor)